# Ribera del Coral
La Ribera del Coral (o Corral?) és una riera de la Catalunya del Nord, dels termes comunals de Prats de Molló i la Presta i la Menera, tots dos de la comarca del Vallespir, a la Catalunya del Nord.
Es forma en el terme de Prats de Molló i la Presta al centre del racó sud-est del terme, per la unió dels còrrecs de la Vall de Quers i del Coll d'Ares, als peus, nord-oest, del Tossal i al nord-est del Mont Falgars. Des d'aquell lloc davalla cap al nord-est fent un arc pel nord del santuari de Nostra Senyora del Coral o Corral. Entra en el terme de la Menera, on comença, de forma sinuosa, amb el curs encarat a llevant per, al cap d'un tram, tornar a decantar-se al nord-est i abocar-se en la Ribera de la Menera al nord del poble d'aquest nom.